# Cristina Olea
Cristina Olea Fernández (Vigo, 1982) es una periodista española.

## Trayectoria profesional
Realizó su formación inicial en la Universidad de Santiago de Compostela donde se licenció en Periodismo en 2004, también cursó el máster en Periodismo de Televisión del Instituto RTVE y el Diploma de Estudios Avanzados (DEA) en Humanidades por la Universidad Autónoma de Barcelona.
Desde 2006 trabaja en Televisión Española como cronista parlamentaria y posteriormente en la sección de internacional. Ha sido enviada especial a diversos países del mundo, cubrió las elecciones de Estados Unidos en 2012 cuando Obama fue reelegido y el cónclave en 2013 cuando fue elegido Jorge Mario Bergoglio nuevo Papa de la Iglesia católica adoptando el nombre de Francisco.
Desde 2018 es corresponsal de Televisión Española en Washington D. C. (Estados Unidos). En enero de 2021 entrevistó al expresidente estadounidense Barack Obama para el programa Informe Semanal.

## Obras
- La gran fractura americana. Trump, Harris y las crónicas de un país convulso (2024). Madrid: La esfera de los libros. 388 págs. ISBN  9788413849294.[4]

## Premios
2013
Globo de Oro del World Media Festival por su reportaje ‘El desencanto de Europa’ para el programa informativo En Portada.
2013
Gran Premio del Jurado del World Media Festival con ‘El desencanto de Europa’, reportaje para el programa ‘En Portada’.